# آماندا بروگل
آماندا بروگل (انگلیسی: Amanda Brugel؛ زادهٔ ۲۴ مارس ۱۹۷۸) بازیگر اهل کانادا است که تاکنون بابت نقش‌آفرینی هایش برندهٔ جوایز گوناگونی شده است.
از فیلم‌ها یا برنامه‌های تلویزیونی که وی در آن نقش داشته‌است، می‌توان به نقشه‌های ستاره‌های سینما، اتاق، ماده تاریک، جیسون ایکس و سرگذشت ندیمه اشاره کرد.